# Aotus hershkovitzi
El aoto de Hershkovitz (Aotus hershkovitzi) es una especie del género Aotus, que habita los Andes de Colombia. Posee un cariotipo 2n=58. Está catalogado como no reconocido por la IUCN, siendo considerado sinónimo de la especie Aotus lemurinus, la cual es catalogada como especie vulnerable. Fue nombrado en homenaje al mastozoólogo estadounidense Philip Hershkovitz.